# عقد 660 هـ
عقد 660 هـ هو الفترة بين عام 660 إلى 669 في التقويم الهجري، أي العشر سنوات السابعة من القرن السابع الهجري.